# Bikalat
Bikalat románul: Făgetu Ierii, falu Romániában, Erdélyben, Kolozs megyében.

## Fekvése
Tordától nyugatra fekvő település.

## Története
Bikalat, Bikal nevét 1449-ben említette először oklevél p. Bykal néven. Ekkor említették mint itteni részbirtokosokat a Mezıcsáni Tordafi, Szécsi és Járai családokat is.
Későbbi névváltozatai: 1516-ban p. Bikal, 1518-ban p. Bykal, 1808-ban Bikalat, 1913-ban Bikalat.
1486-ban Járai Balázs Bykal-i részét zálogba adta Peterdieknek.
1518-ban p. Bykal birtokosai a Járai Járai, Alsójárai, Lupsai Kende, Peterdi, Csáni Torda-fi, Zichy családok voltak.
A trianoni békeszerződés előtt Torda-Aranyos vármegye Alsójárai járásához tartozott.
1910-ben 558 lakosából 7 magyar, 551 román volt. Ebből 476 görögkatolikus, 74 görögkeleti ortodox, 7 izraelita volt.

## Források

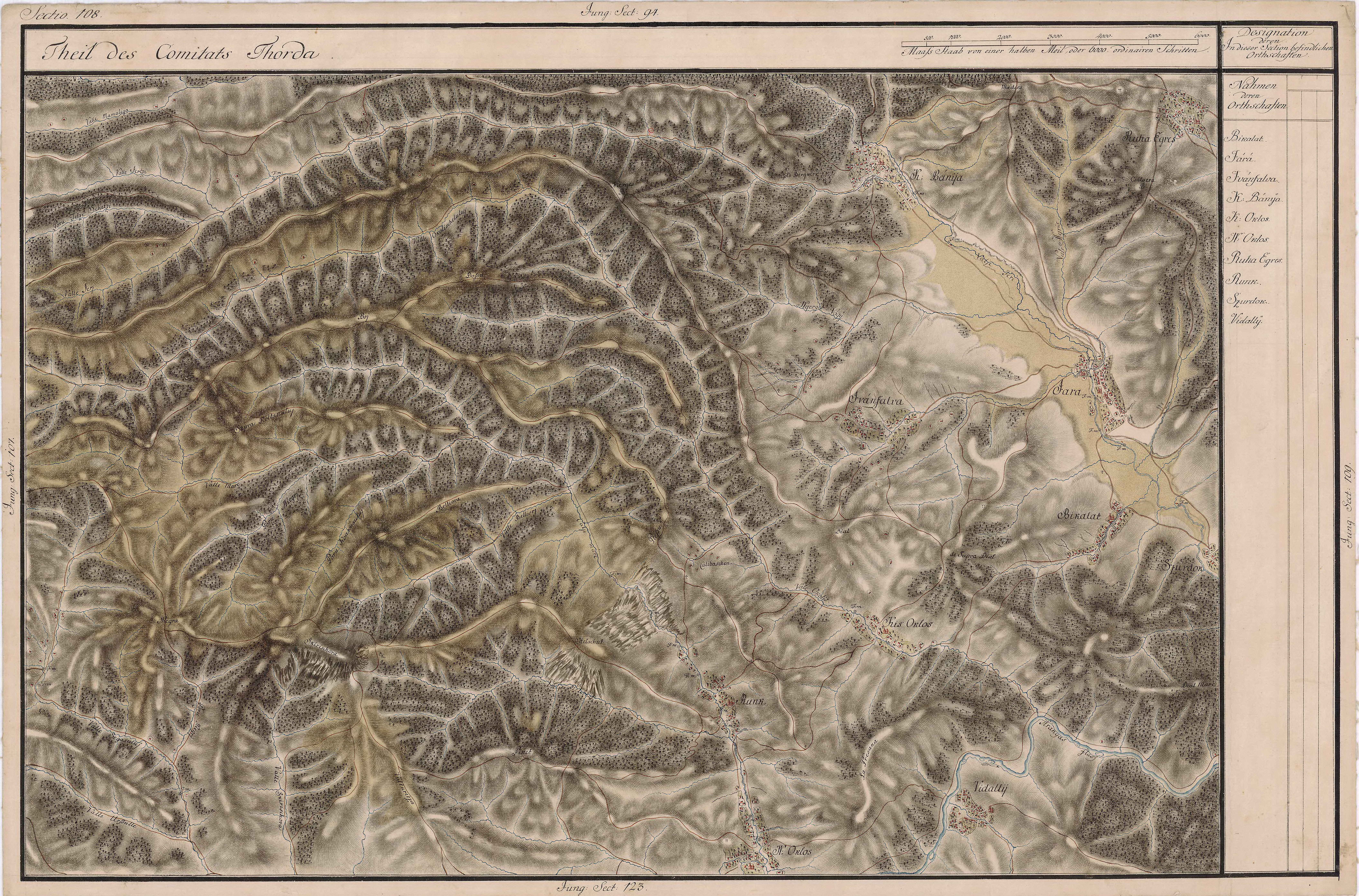
Bikalat egy régi térképen

### Bikalat és környéke

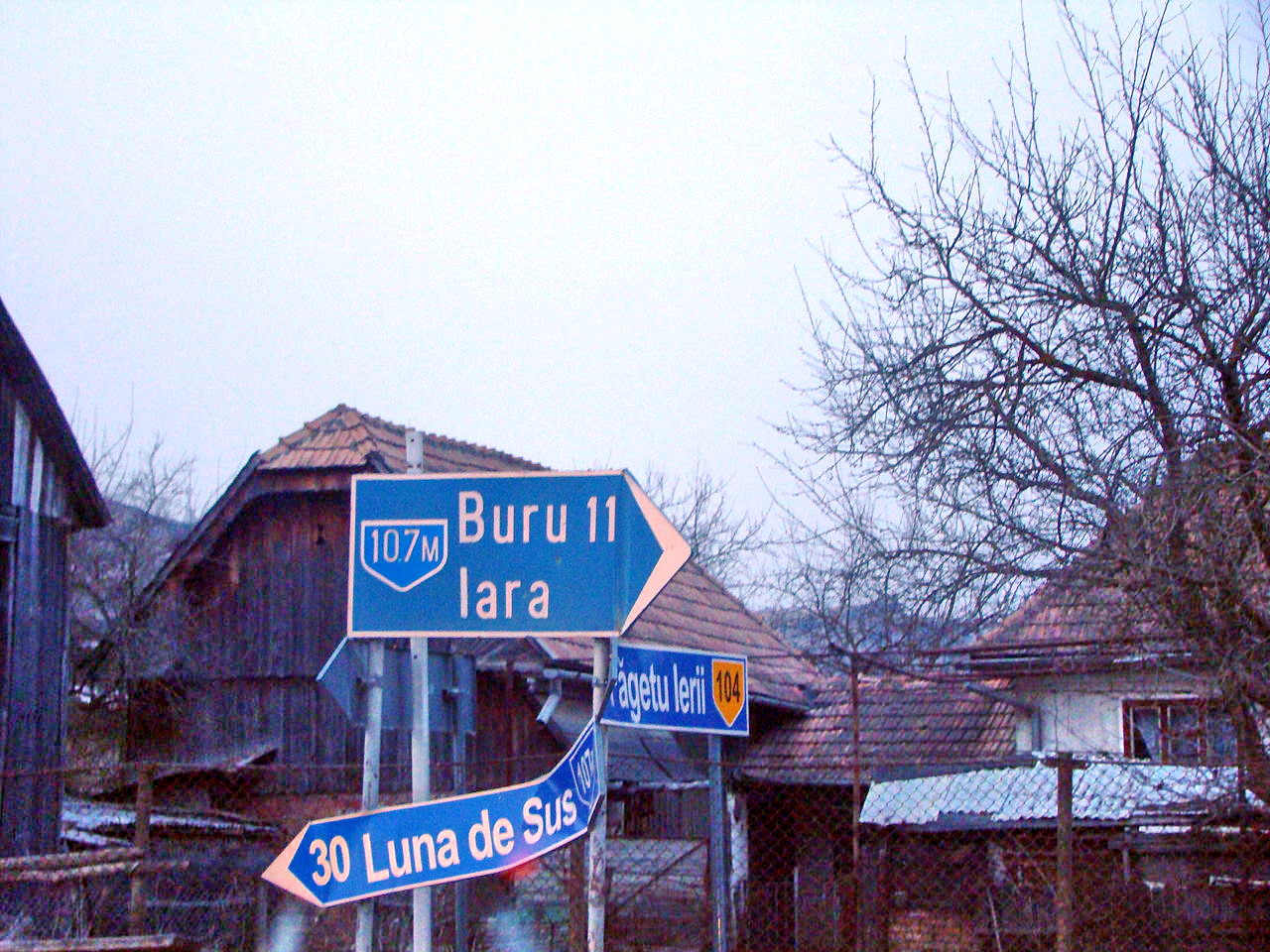
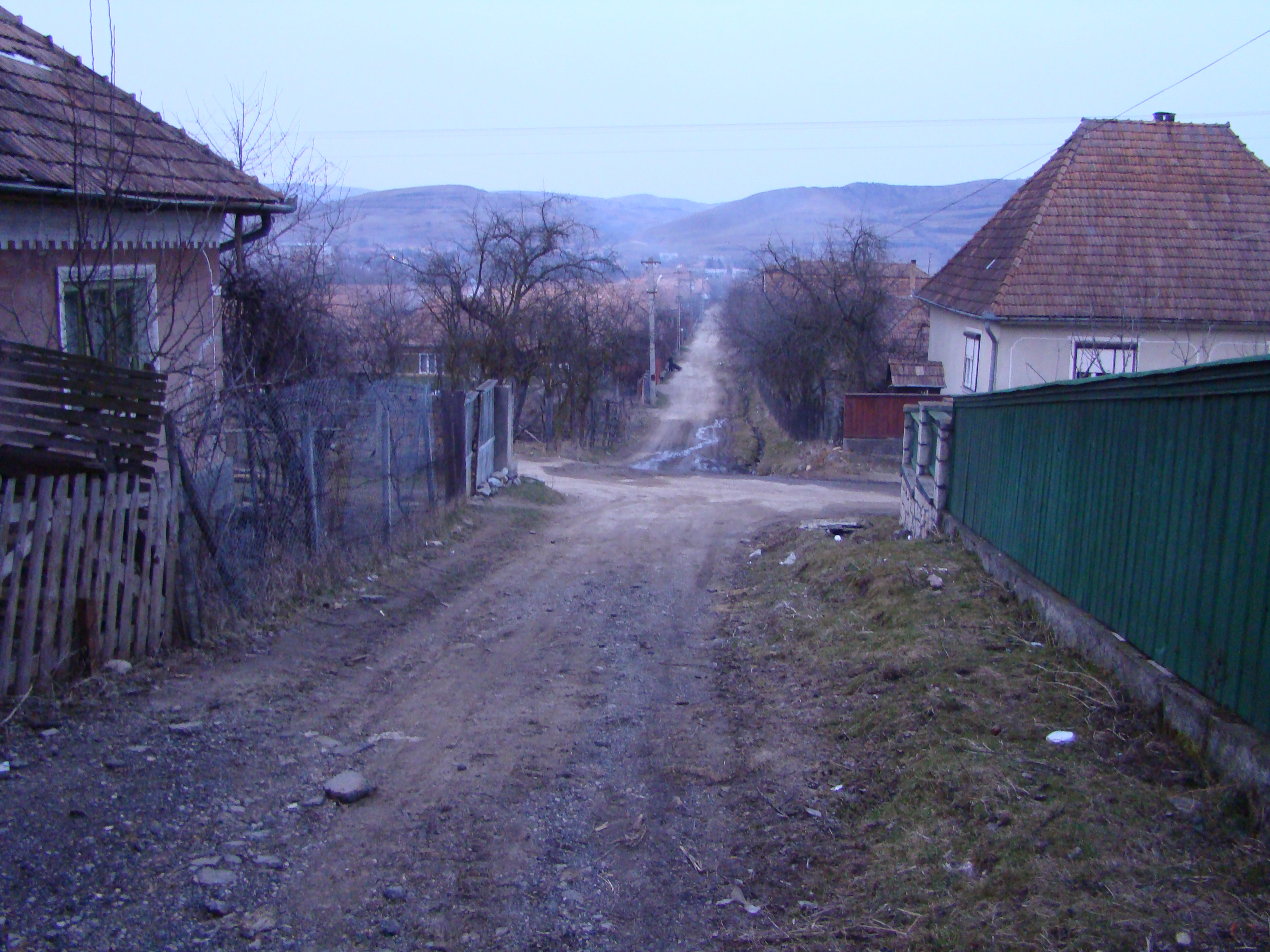
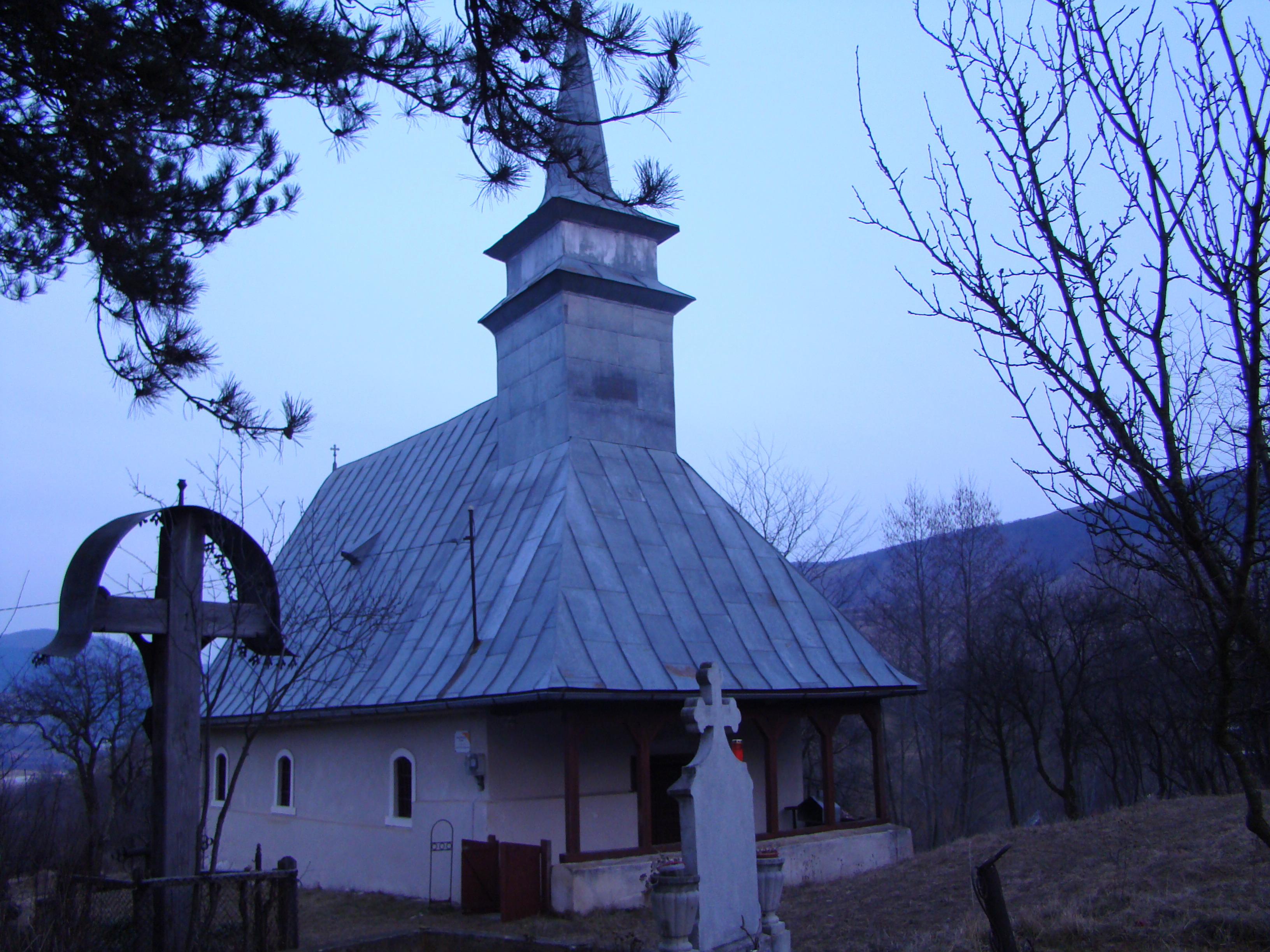
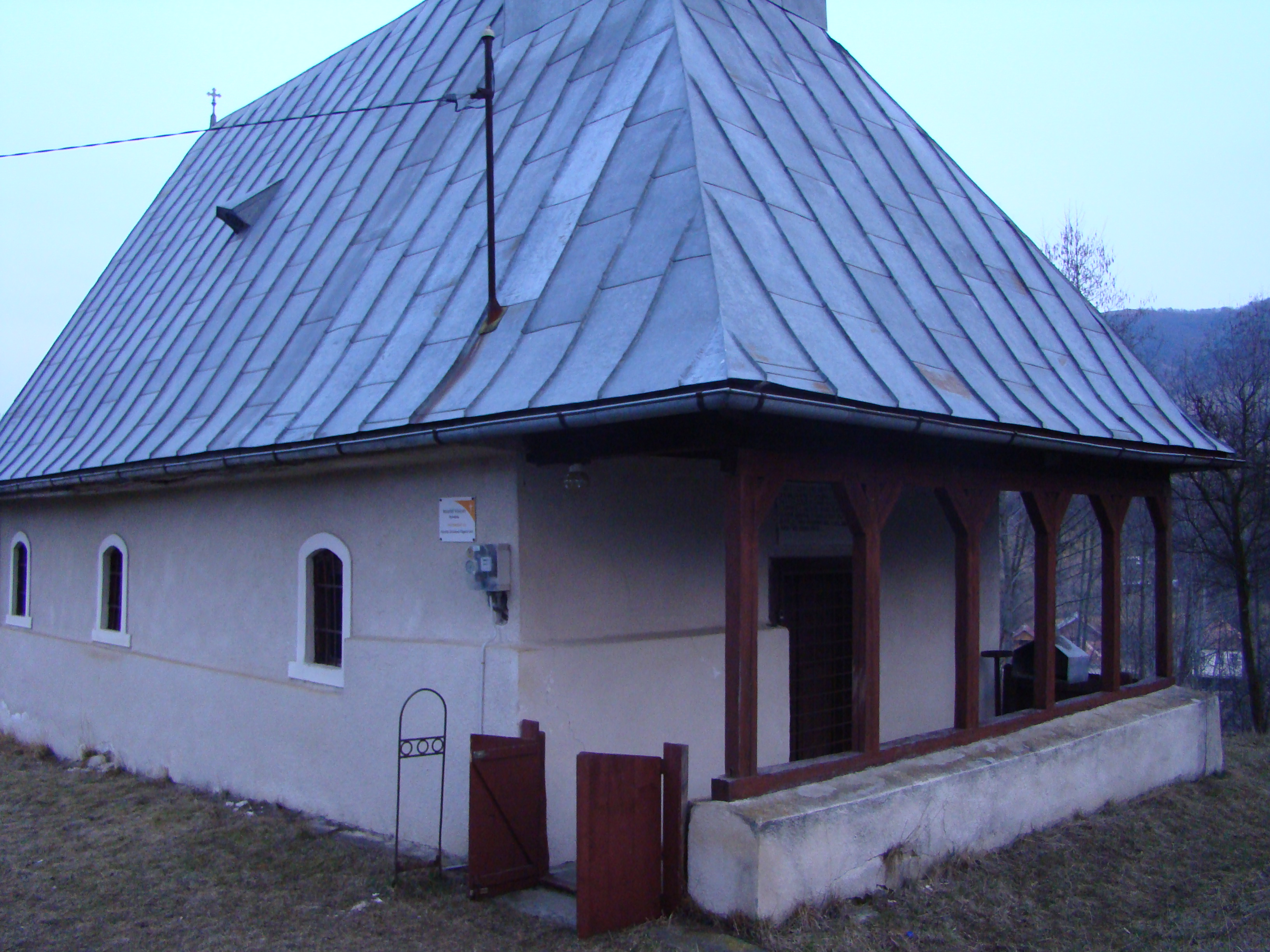
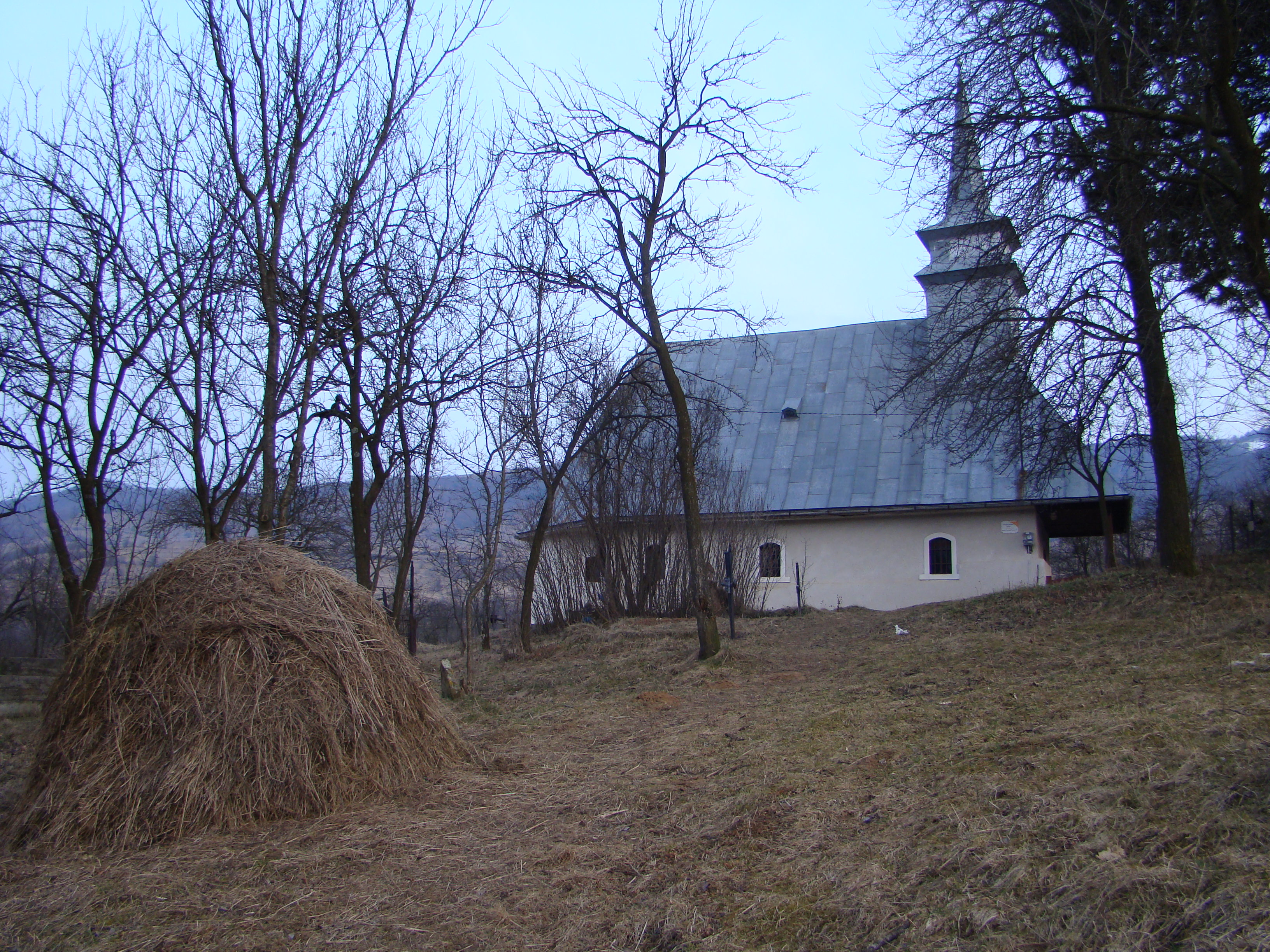
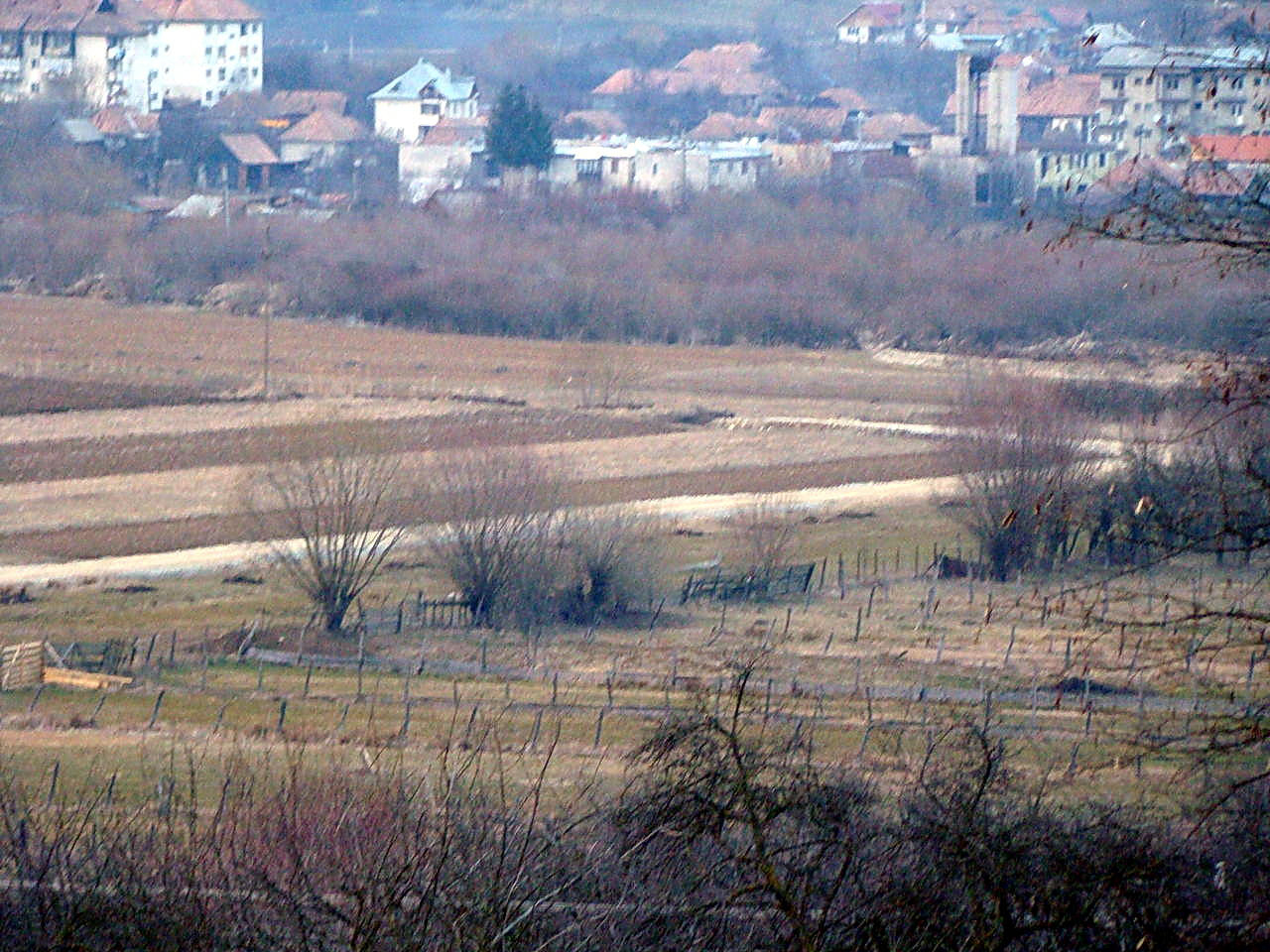
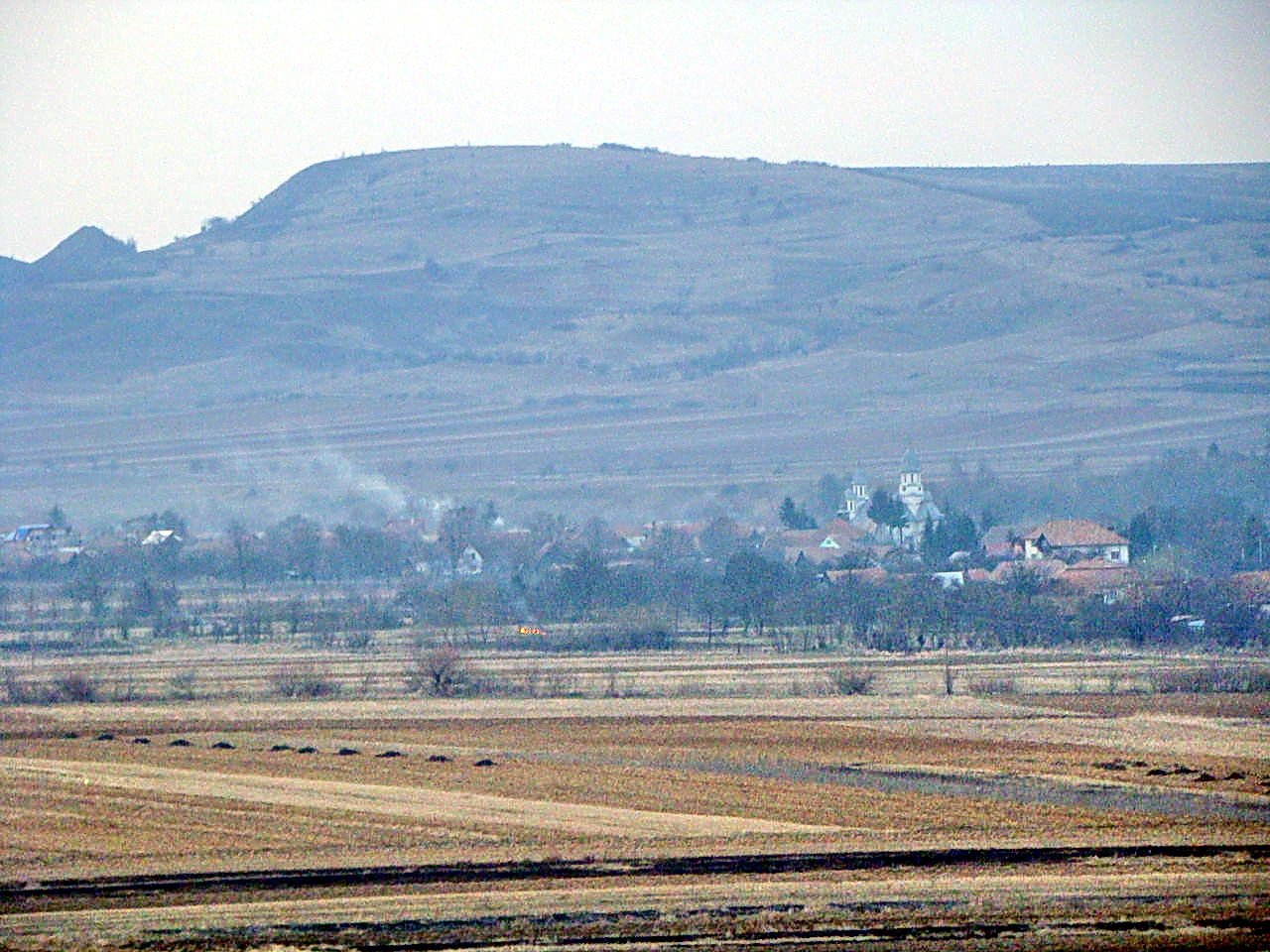
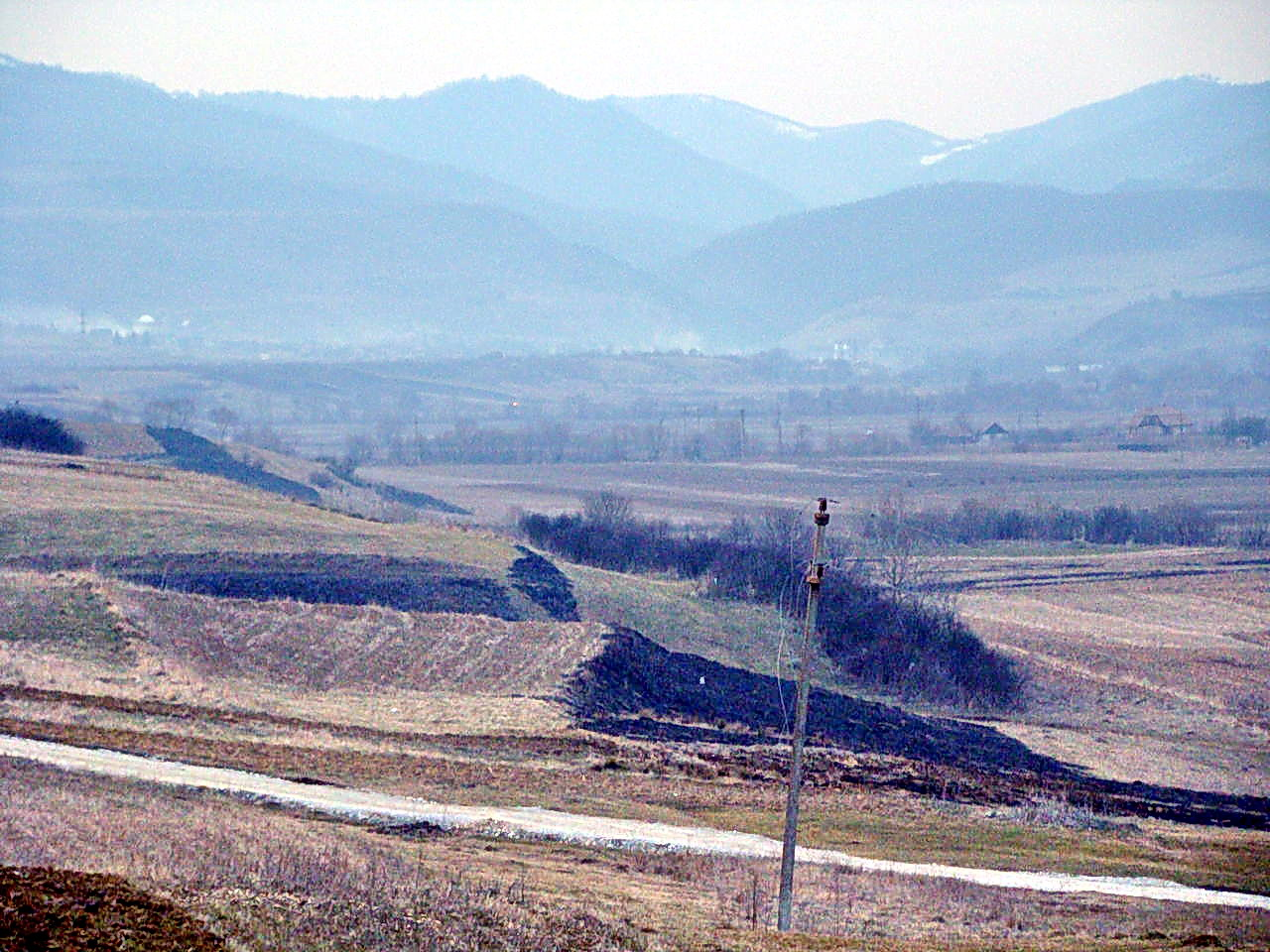